# マリッサ・フィールド
マリッサ・フィールド（Marisa Field、1987年7月10日 - ）は、カナダの元女子バレーボール選手。元カナダ代表。

## 来歴
2005年、ブリティッシュコロンビア大学に進学し、在学中の2008年にカナダ代表に初選出される。大学時代はカナダ・ユニバーシティ・スポーツ（CSI）で2度のタイトルを得た。カナダ代表として世界選手権に2大会連続出場し、2011年の北中米選手権でベストブロッカー賞を受賞した。

## 球歴
- 世界選手権 - 2010年、2014年
- ワールドグランプリ - 2015年

## 受賞歴
- 2011年 - 北中米選手権 ベストブロッカー賞

## 所属クラブ
- ブリティッシュコロンビア大学（2005-2009年）
- CV Las Palmas（2009-2010年）
- SV Sinsheim（2010-2012年）
- Istres Ouest Provence（2012-2013年）
- VfB Suhl（2013-2014年）
- NUC Volleyball（2014-2015年）
- パナシナイコス（2015-2017年）
- Sta. Lucia Lady Realtors（2017-2018年）
- AO Thiras（2018-2019年）